# Liste des plus grands empires
 (juin 2024).
Cet article liste les plus grands empires de l'histoire du monde selon leur superficie.

## Liste des empires
1. Empire britannique (35 500 000 km2 en 1920)[1]
2. Empire mongol (24 000 000 km2 en 1279)[1],[2]
3. Empire russe (22 800 000 km2 en 1895)[1]
4. Dynastie Qing (14 700 000 km2 en 1790)[1]
5. Empire espagnol (13 700 000 km2 en 1810)[1]
6. Second empire colonial français (11 500 000 km2)[1]
7. Califat omeyyade (11 100 000 km2 en 720)[1]
8. Dynastie Yuan (11 000 000 km2 en 1310)[1]
9. Empire Xiongnu (9 000 000 km² en 176 av J.-C.)[1]
10. Empire du Brésil (8 337 000 km2 en 1889)[3]
11. Empire du Japon (7 400 000 km2 en 1942)[4]
12. Dynastie Tang (7 000 000 km² en 660-669)[1]
13. Dynastie Han (6 500 000 km2 en 100)[3]
14. Horde d'or (6 000 000 km2 en 1310)[1]
15. Empire colonial portugais (5 500 000 km2 en 1820)[1]
16. Empire achéménide (5 500 000 km2 en 500 av. J.-C.)[3]
17. Empire macédonien (5 200 000 km2 en 323 av. J.-C.)[3]
18. Empire ottoman (5 200 000 km2 en 1683)[1]
19. Empire romain (5 000 000 km2 en 117)[3]
20. Premier empire mexicain (4 400 000 km² en 1821)[5]
21. Empire timouride (4 400 000 km² en 1405)[1]
22. Califat fatimide (4 100 000 km² en 969)[1]
23. Empire moghol (4 000 000 km² en 1690)[1]
24. Empire séleucide (3 900 000 km² en 301 av. J.-C.)[3]
25. Empire seldjoukide (3 900 000 km² en 1080)[1]
26. Empire khwarezmien (3 600 000 km² en 1218)[1]
27. Empire sassanide (3 500 000 km² en 550)[3]
28. Premier empire colonial français (3 400 000 km2 en 1763)[1]
29. Troisième Reich (3 300 000 km² en 1942)[6]
30. Khaganat ouïgour (3 100 000 km² en 800)[1]
31. Empire byzantin (2 800 000 km² en 450)[3]
32. Empire français (2 500 000 km² en 1812)[1]
33. Empire almohade (2 300 000 km² en 1150)[1]
34. Rus' de Kiev (2 100 000 km² en 1000)[1]
35. Sultanat mamelouk d'Égypte (2 100 000 km² en 1300)[1]
36. Empire inca (2 000 000 km² en 1527)[1]
37. Empire carolingien (1 200 000 km² en 814)[1]
38. Empire du Mali (1 100 000 km² en 1380)[1]